# Голицын, Алексей Дмитриевич
Князь Алексей Дмитриевич Голицын (16 августа 1697 — 29 января 1768, Москва) — сенатор, действительный тайный советник из рода Голицыных-Михайловичей.

## Биография
Родился В 1697 году в семье Дмитрия Михайловича Голицына (будущего члена Верховного тайного совета) и княжны Анна Яковлевны Одоевской.
В 1727 году назначен камергером в штат невесты Петра II княжны М. А. Меньшиковой.
21 июня 1728 года назначен флигель-адъютантом к своему дяде, фельдмаршалу М. М. Голицыну.
28 апреля 1730 года в царствование Анны Иоанновны получил чин действительного статского советника, а 5 июня того же года назначен главным судьей Московского судного приказа.
В 1736—37 гг. оказался замешан в судебной тяжбе своего зятя Константина Кантемира (женат на сестре Голицына А. Д.) со его мачехой, княжной А. Н. Трубецкой за наследство его отца, князя Дмитрия Кантемира. По закону, имения Дмитрия Кантемира не могли быть разделены, а должны были быть отданы старшему сыну Кантемира от первого брака. Старшим сыном был Константин. При разделе Сенат решил дело (о какой-то доле наследства) в пользу мачехи Константина Анастасии Ивановны. Константин обратился в Верховный Тайный Совет.
4 декабря 1736 года высший суд обнаружил участие в этом деле А. Д. Голицына, затем и его отца Д. М. Голицына 2 января 1737 года был допрошен в Москве С. А. Салтыковым, а 28 января арестован. Голицын был лишен чина действительного статского советника и «написан прапорщиком в Кизлярский гарнизон», а имения его были конфискованы. Имущество жены было спасено по ходатайству её отца, а ей было предложено на выбор либо последовать за мужем, либо остаться в Москве. Она последовала за мужем.
22 января 1741 года был возвращён из ссылки правительницей Анной Леопольдовной с приказанием жить в своих деревнях безвыездно, а 17 сентября того же года был назначен сенатором и возвращен титул действительного статского советника. В том же году возвращены ему и конфискованные имения.
24 апреля 1743 года пожалован в тайные советники.
15 июля 1744 года награждён орденом Св. Александра Невского. В 1745 году принимал участие в работе комиссии по расследованию беспорядков и злоупотреблений при управлении башкирами. 30 августа 1757 года произведён в действительные тайные советники. Был в числе сенаторов, сопровождавших Екатерину II в Москву на коронацию, и 27 апреля 1763 года получил орден Св. Андрея Первозванного.
После коронационных торжеств вышел в отставку и поселился в Москве. Последние годы посвятил воспитанию долгожданного сына Николая. Умер 29 января 1768 года в Москве. Похоронен в Богоявленском монастыре рядом с Голицыными-Михайловичами. После уничтожения некрополя надгробие экспонировалось в Донском монастыре.

## Семья
Был женат дважды:
1. жена княжна Ирина Андреевна Хилкова, дочь петровского резидента при дворе Карла XII
2. жена с 1726 года Аграфена Васильевна Салтыкова (1709—1762), дочь генерал-аншефа В. Ф. Салтыкова, родная сестра С. В. Салтыкова, фаворита Екатерины II.
  - Варвара Алексеевна (1747—1777), с 1766 года замужем за камергером Иваном Григорьевичем Наумовым.
  - Анна Алексеевна (1748—1780), с 1773 года замужем за бригадиром Андреем Яковлевичем Масловым.
  - Екатерина Алексеевна (1749—09.07.1751[2])
  - Николай Алексеевич (1751—1809), шталмейстер, впоследствии посланник при шведском дворе; строитель ансамбля усадьбы в подмосковном селе Архангельском. С 1777 года был женат на своей двоюродной сестре по матери Марии Адамовне Олсуфьевой (1757—1821), дочери А. В. Олсуфьева. Брак этот был одним из первых, допущенных в России, браков между родственниками. Из многочисленного потомства Голицыных (16 детей) в живых осталось только три сына и одна дочь, остальные все умерли в раннем возрасте.

- Аграфена Васильевна,
 жена
- Николай Алексеевич,
 сын
- Мария Адамовна,
невестка
- Мария Николаевна, 
внучка
- Дмитрий Николаевич,
 внук